# Kanton Moissac-2
Kanton Moissac-2 (francouzsky Canton de Moissac-2) je francouzský kanton v departementu Tarn-et-Garonne v regionu Midi-Pyrénées. Tvoří ho dvě obce.

## Obce kantonu
- Lizac
- Moissac (část)